# Animal Factory
Animal Factory és una pel·lícula neo-noir estatunidenca del 2000 dirigida per Steve Buscemi i protagonitzada per Willem Dafoe, Edward Furlong, Danny Trejo, John Heard, Mickey Rourke, Tom Arnold, Seymour Cassel, Shell Galloway i Mark Boone, Jr. Ambientada a San Quintin, la pel·lícula tracta sobre la vida a la presó. Es basa en la novel·la homònima d'Eddie Bunker que interpreta el paper de Buzzard a la pel·lícula.

## Argument
Ron Decker, un jove condemnat per possessió de drogues, és enviat a la presó on el veterà estafador Earl Copen posa Decker sota la seva ala i l'introdueix a la seva pròpia banda. Copen ajuda per primera vegada a Decker quan tres porto-riquenys intenten atraure'l a un bloc de cel·les per violar-lo. Copen endevina els seus plans i parla amb els porto-riquenys, que ràpidament abandonen l'interès per Decker.
Durant els propers dies, Copen ajuda a Decker donant-li millors llocs de treball, menjar i fins i tot transferint-lo al seu propi bloc de cel·les. Copen ajuda principalment al cas de Decker i assenyala que, en virtut d'un nou article aprovat per la legislatura, un jutge pot modificar una sentència en els primers 90 dies si ho considera oportú, de manera que Copen (que és l'ajudant del Capità dels Guàrdies) ajuda a escriure informes falsos i dona consells a Decker per evitar problemes, cosa que farà que Decker aparegui com una "amenaça molt petita per a la societat". Malauradament, després que un gran reclus anomenat Buck Rowan intenti violar Decker al bany, Decker apunyala Rowan en una baralla que involucra a Copen, paralitzant Rowan. Rowan signa una declaració afirmant que Decker i Copen són els responsables i les seves cel·les són despullades i estan restringides a ells.
Es denega l'intent de Decker de modificar la condemna i la seva condemna continua sent de cinc anys. Mentrestant, Copen aconsegueix que Rowan sigui "xivato", i un reclus que treballa a la infermeria enverina la IV de Rowan amb líquid de neteja. El cas contra Copen i Decker es retira perquè la víctima i el testimoni principal són morts.
Poc després del seu alliberament, Copen li diu a Decker que planeja escapar, i planegen amagar-se en un camió d'escombraries i evitar ser aixafats pel compressor utilitzant una barra per aturar-lo. Decker s'escapa en un camió, Copen no pot saltar al camió després de l'aparició d'un dels guàrdies de la presó. Decker aconsegueix fugir a Costa Rica i Copen es queda enrere, després d'haver afirmat "Aquesta és la meva presó, després de tot" i citar Satanàs de Paradise Lost de John Milton: "Millor regnar a l'infern que servir al cel".

## Repartiment
- Willem Dafoe com a Earl Copen
- Edward Furlong com a Ron Decker
- Danny Trejo com a Vito
- John Heard com a James Decker
- Mickey Rourke com a Jan, l'actriu
- Tom Arnold com a Buck Rowan
- Seymour Cassel com el tinent Seeman
- Mark Boone, Jr. com a Paul Adams
- Edward Bunker com a "Buzzard"
- Shell Galloway com a Johnny "Handsome"
- Michael Buscemi com el Sr. Herrell
- Jake LaBotz com a Jesse
- Chris Bauer com "Bad Eye"
- Mark Webber com a "Tank"
- Steve Buscemi com A.R. Hosspack

Anohni fa un cameo com a presoner actuant en una nit musical a la presó.

## Producció
Animal Factory es va rodar a la Presó de Holmesburg a Philadelphia, Pennsylvania. El rodatge es va completar en 30 dies, dos dies més del previst originalment. Buscemi va emprar centenars de presos de la instal·lació correccional Curran-Fromhold, la presó que va substituir la presó de Holmesburg el 1995.
La pel·lícula està basada en la novel·la del mateix nom de l'escriptor Edward Bunker. Bunker, que té un petit paper a la pel·lícula, també va participar en Reservoir Dogs de Quentin Tarantino al costat de Buscemi, director dAnimal Factory.

## Recepció
La pel·lícula va rebre crítiques positives. Va ser molt elogiat al Festival de Cinema de Sundance. A Rotten Tomatoes, té una puntuació d'aprovació del 83% basada en les ressenyes de 35 crítics, amb una puntuació mitjana de 6,90/10. El consens dels crítics del lloc diu: "Animal Factory és un intent honest d'un drama presó humanitzador que ensopega amb les seves actuacions, però l'ambiciosa direcció de Buscemi ho compensa." A Metacritic, té una puntuació del 65% basada en les ressenyes de 12 crítics, que indica "crítiques generalment favorables".
Elvis Mitchell de The New York Times va escriure: "Willem Dafoe roba la imatge amb el seu moment còmic." Gene Seymour de Los Angeles Times la va anomenar "Un dels menys sensacionalistes i per tant, més inquietantment plausibles visions de la vida a la presó que mai s'han transfigurat en un drama de pantalla gran." Alex Raynor d’Empire magazine va escriure: "Una direcció ferma i una sèrie d'actuacions sòlides permeten que Animal Factory mantingui un equilibri decent entre la violència de la presó i la companyonia dels reclusos, creant un drama carcerari de bon ritme i reflexiu."
Leonard Maltin situa la pel·lícula al seu llibre 151 Best Movies You've Never Seen.